# Wendlandia thyrsoidea
Wendlandia thyrsoidea är en måreväxtart som först beskrevs av Albrecht Wilhelm Roth, och fick sitt nu gällande namn av Ernst Gottlieb von Steudel. Wendlandia thyrsoidea ingår i släktet Wendlandia och familjen måreväxter. Inga underarter finns listade i Catalogue of Life.